# Польто 3-е
По́льто 3-е (Польто-3; южносельк. Поль то на́гур — таёжное озеро третье) — пойменное пресноводное озеро в России, в заповедной зоне на территории Государственного зоологического заказника областного значения «Польто», в Каргасокском районе Томской области, на левобережье реки Тым, правого притока реки Обь, к юго-западу от села Напас. Название Польто, Польту в переводе с южноселькупского языка означает «заломное озеро» или «древесное озеро».
Все три озера группы Польто расположены в долине реки Польта, изучены очень слабо. Озера расположены в зоне пересекающихся разломов, они дренируются рекой Польта и постепенно мелеют, очень живописны. Представляют собой остаточные водоёмы Тымской ложбины древнего стока. Озеро Польто 3-е имеет площадь 14 (10,2) квадратных километров, является одним из 11 озёр Томской области, площадь которых превышает 10 квадратных километров (Мирное, Варгато, Иллипех, Имэмтор, Большое, Дикое, Елань, Когозес, Перельто, Якынр). Из озера Польто 3-е вытекает река Польта, которая впадает в реку Тым и связывает в единую гидрологическую систему целый комплекс крупных озер: Польто 2-е (около 2,5 км²), Польто 1-е (около 6 км²), Камгол (около 6 км²) и другие. Ранее система являлась памятником природы областного значения. Система озёр заказника с прилегающими луговыми и лесоболотными комплексами представляют собой благоприятные и жизненно важные угодья для отдыха на пролете и гнездования водоплавающих птиц. Угодье «Бассейн реки Польта» включено в список водно-болотных угодий Рамсарской конвенции, имеющих международное значение.

## Культовое место селькупов
Являлось культовым местом селькупов. Около озера Польто 3-е стояло несколько культовых амбарчиков, окруженных деревьями с антропоморфными изображениями на стволах. Согласно рассказу очевидца о весеннем празднике на озере Польто 3-е: «Вокруг стояли или висели на деревьях деревянные идолы. Штук по восемь около каждой избушки».

## Древние поселения селькупов

#### Остяцкий городок на озере Поль-ту
Около 25 км от Напаса, на левой стороне Тыма, находится Третье озеро, называющееся по-остяцки Поль-ту. Здесь видны следы древнего поселения в виде заплывших ям, оставшихся от прежних жилищ. Существует предание, что здесь когда-то жили люди, которых называли «квэли», которых «войной тут побили». Также известно, что на этом озере раньше жили бобры.

#### Селище на рекеПольте
Селище находится недалеко от 3-го озера (Сыльгигэт-ту), на южном мысу высокой узкой гривы, идущей к югу от Нового Напаса, на расстоянии 18 км, где расположены заболоченные луга поймы речки Польту (Ноу), правого притока Тыма, составляющие десятки тысяч гектаров с юга, востока и запада от селища; весной вся эта площадь затопляется, образуя «море».
В 1938 г. это место обследовал П. И. Кутафьев, собравший на берегу реки коллекцию черепков от глиняных сосудов, вылепленных от руки из светлых песчаных глин, плохо обожжёных, со сплошным или зональным ямочным орнаментом или гребенчатым; сосуды— плоскодонные. Интересен бронзовый предмет,- представляющий собой пластинку с изображением ноги человека, по виду одетой в широкие шаровары, на конце (около ступни) собранные и завязанные. Через всю ногу идут две вертикальные складки, немного не доходящие до нижнего конца, в верхней части имеются две неровные горизонтальные складки, в нижнем конце имеются три горизонтальные складки, показывающие место перевязи. Рельефно выражена -обувь: дана широкая пятка и удлиненный узкий носок. Кроме того, были найдены осколки кремневых орудий с характерными отбивными бугорками.
В 1953 г. селище было обследовано А. П. Дульзоном, собравшим на берегу же, на протяжении до 180 м, коллекцию керамики. Кроме того, им был получен напасовской селькупки от В. Т. Мулиной любопытный крючок, 20,5 см длины, сделанный из кости от конечностей крупного животного, найденный в Польте недалеко от селища, когда неводили. В конце крючка просверлена дырка для привязывания; очевидно, им рыбачили жерлицей или «на дорожку».